# Sound VTS

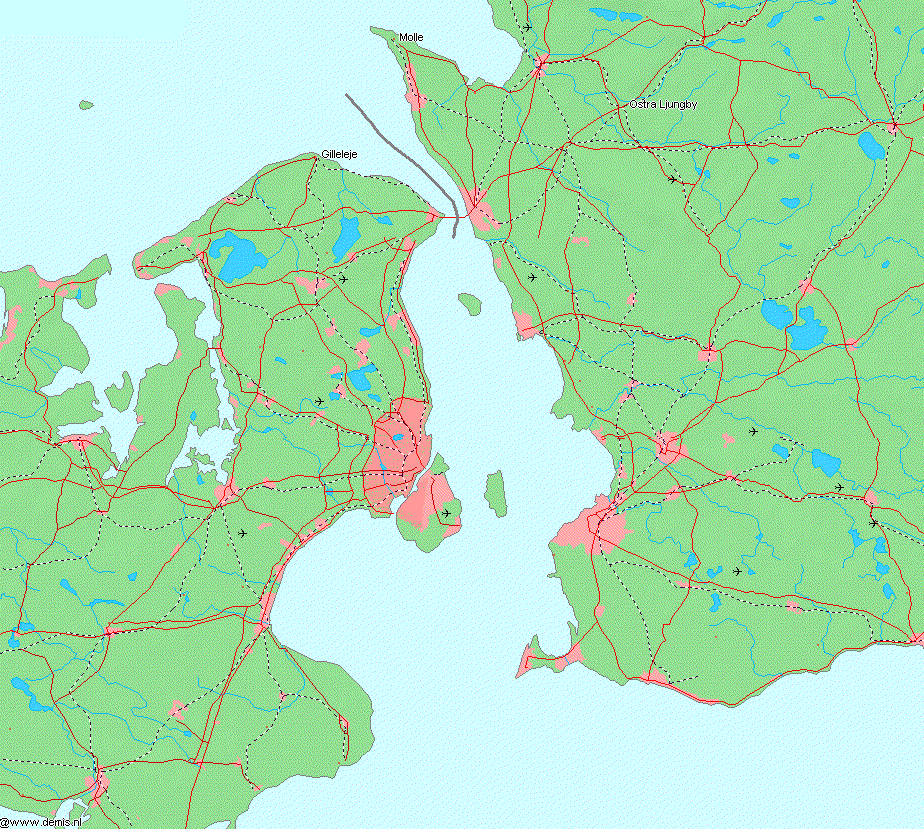
VTS-området täcker hela Öresund.

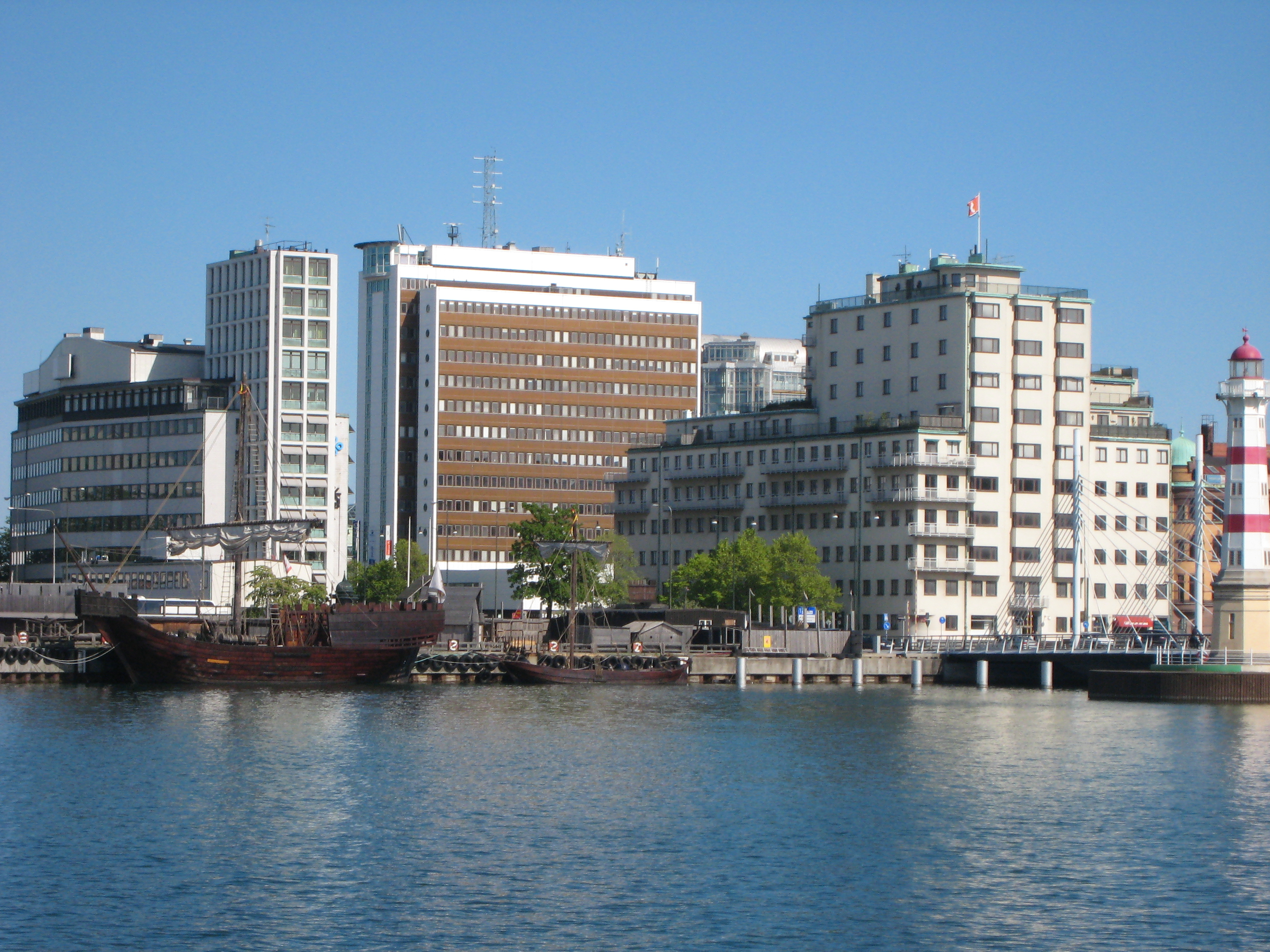
VTS Öresund, lokaliserat till Öresundshuset i Malmö, den bruna byggnaden bakom Kolgahuset

Sound VTS, eller  VTS Öresund, är en gemensam svensk-dansk VTS-central (Vessel Traffic Service), som är fartygsrapporteringssystemet (Ship Reporting System) för Öresund och som övervakar sjötrafiken i Öresund. Den drivs i samarbete av svenska Sjöfartsverket och danska Søværnet. Det operativa området för sjörapporteringssystemet Soundrep sträcker sig från i norr en linje mellan Kullen i Sverige och något väst om Gilleleje i Danmark till i söder en linje från Køge Bugt som går i en sydvästvänd båge från Stevns till en punkt väster om Trelleborg. Soundrep är uppdelat i en nordlig och en sydlig sektor, med en gräns på 56°10′N, söder om Ven. Det operativa området omfattade till en början, från dess VTS Öresund inrättades 2007, endast det inre området i Öresund, men utvidgades 2011.
VTS Öresund inrättades 2007 som ett samarbete mellan dåvarande Farvandsvæsenet i Danmark (i denna del senare övertaget av Søværnet) och Sjöfartsverket i Sverige. De ungefär 20 anställda är både danskar och svenskar och har skepparexamen och en speciell vidareutbildning. VTS-centralen är lokaliserad till Öresundshuset i Malmö.
VTS Öresunds övervakning berör primärt större fartyg med ett tonnage på över 300 bruttoregisterton och omfattar en obligatorisk rapporteringsskyldighet till VTS Öresund med uppgifter om bland annat destination, fartygets djupgående, last och antal personer ombord. Fartygen skall lämna uppgifter på VHF-radio, kompletterat med en rapport över Internet.